# Список графов Оверни
Граф Оверни (фр. comtes d'Auvergne) — титул правителя средневекового французского графства Овернь, располагавшегося в исторической провинции Овернь. После междоусобной борьбы в XII—XIII веках между двумя линиями претендентов на графство, оно оказалось разделено на несколько частей. Графы Оверни сохранили за собой часть Нижней Оверни. Большая же часть Оверни оказалась присоединена к домену короля Франции, из неё позже было образовано герцогство Овернь. Кроме того образовалось ещё графство Клермон-ан-Овернь, правители которой носили титул графа Клермона и Оверни, а позже дофина Оверни.

## Герцоги Оверни римской эпохи
- 475—479: Викторий
- 506: Аполинарий
- 527: Гортензий

## Графы-герцоги Оверни при Меровингах
- 532: Бекко
- 532: Сигивальд
- 533: Гортензий
- ???: Эводий
- ???: Георгий
- ???: Бритиан
- ??? — 555/558: Фирмин, зять предыдущего
- ок. 555/558 — 560: Саллюст, внук Гортензия
- ок. 560—571: Фирмин (вторично)
- ок. 585: Венеранд
- 585: Ницетий
- ок. 585—590: Евлалий
- ок. 638—656: Бобон
- ок. 675: Бодилон
- 680-е: Кальминий
- 690-е: Генезий
- 690-е: Хариберт

## Графы Оверни при Каролингах
- ок. 758: Итье
- ок. 760—763: Бландин
- ок. 763—765: Шилпинг
- ок. 765—778: Бертмон
- ок. 778—???: Иктерий
- ок. 818—после 819: Гверин I (ум. после 819), граф Шалона, граф Оверни с 818
- после 819—839: Гверин II (ум. 853/856), граф де Макон с 825, де Мемонтуа с 831, Шалона с 835, Отёна с 837, Осона с 844, маркиз Бургундии с 844, сын предыдущего
- 839—841: Жерар (ум. 841), возможно племянник предыдущего
- 841—846: Гильом I (ум. ок. 846), возможно брат предыдущего[1]
- 846—868: Бернар I (ум. 868), возможно сын Гверина I или Гильома I
- 868—886: Бернар II Плантевелю (841—886), граф Отёна 863—864, граф Оверни с 870, граф Руэрга, Тулузы и Лимузина с 872, граф Берри и маркиз Готии с 878, граф Макона с 880, граф Лиона с 884
- 886—918: Гильом I (II) Благочестивый (860/865—28 июня 918, Лион), граф Оверни, Макона, Буржа и Лиона с 886, герцог Аквитании (Гильом I) с 893, сын предыдущего
- 918—926: Гильом II (III) Молодой (ум. 926), герцог Аквитании (Гильом II), граф Оверни, Макона, Буржа с 919, племянник предыдущего
- 926—927: Акфред (ум. 927), герцог Аквитании, граф Оверни, Макона, Буржа с 926, брат предыдущего
- 927—927: Бернар III (ум.932), граф Оверни, брат предыдущего.

После смерти не оставившего наследников Акфреда в 927 году за его наследство разгорелся спор между разными правителями. Титул графа Оверни в это время носили:
- 927—932: Эбль Манцер (ок. 870—934), граф де Пуатье 890—892, 902—934, герцог Аквитании 890—893, 927—932, граф Оверни 927—932
- 932—936: Раймунд I Понс (ум. 942/944), граф Тулузы (Раймунд III) с 924, маркиз Готии с 932, герцог Аквитании и граф Оверни 932—936
- 936—950: Раймунд II (ум. 961/965), граф Руэрга с 935/937, герцог Аквитании и граф Оверни 936—950
- 950—963: Гильом III(IV) Патлатый (ок.910 — 3 апреля 963) — граф де Пуатье (Гильом I) с 934, граф герцогства Аквитания с 959, герцог Аквитании с 962 (Гильом III), граф Оверни (Гильом IV) с 950, сын Эбля Манцера
- 963—963 : Гильом V Тайлефер (952—1037), граф Тулузы с 978 (Гильом III), граф Оверни

После смерти в 963 году Гильома III Патлатого герцоги Аквитании окончательно утратили титул графов Оверни, который в итоге около 979 года присвоили себе виконты Оверни.

## Виконты Оверни
Управляли Овернью от имени герцога Аквитании.
- до 846 — после 898: Арман (ум. после 898), виконт Оверни или Клермона
- до 927 — после 941: Роберт I (ум. после 941), виконт Оверни, возможно внук предыдущего
- после 941 — ок. 968: Роберт II (ум. ок. 968), виконт Оверни, сын предыдущего
- ок. 968—969/980: Роберт III (ум. 969/980), виконт Оверни, сын предыдущего

## Графы Оверни
Овернский дом

Герб графов Оверни

- до 980 — до 989: Ги I (ум. до 989), виконт Оверни, в 980 году упомянут с титулом графа Оверни, брат предыдущего
- до 989 — ок. 1016: Гильом IV (V, I) (ум. ок. 1016), сын предыдущего[2]
- ок. 1016 — до 1032: Роберт I (ум. до 1032), сын предыдущего
- до 1032 — ок. 1064: Гильом V (VI, II) (ум. ок. 1064), сын предыдущего
- ок. 1064 — ок. 1096: Роберт II (ум. ок. 1096), граф Оверни и Жеводана, сын предыдущего
- ок. 1096 — ок. 1136: Гильом VI (VII, III) (ум. ок. 1136), сын предыдущего
- ок. 1136 — до 1147: Роберт III (ум. до 1147), сын предыдущего
- до 1147 — ок. 1169: Гильом VII (VIII, IV) Молодой (ум. ок. 1169), сын предыдущего
- ок. 1155 — ок. 1182: Гильом VIII (IX, V) Старый (ум. ок. 1169), брат графа Роберта III

Около 1155 года Гильом VIII Старый выгнал своего племянника, Гильома VII Молодого из Оверни. После долгой ссоры графство было разделено на 2 части. За потомством Гильома VII Молодого в итоге оказалась закреплена часть графства, включавшая Бомон, Шамалье и Монферран (со столицей в городе Монферран). Его потомки вначале носили титул графа Клермона и Оверни, но позже за ними закрепился титул дофина Оверни, из-за чего эту область иногда называют Овернское Дофине. А титул графа Оверни с большей частью графства закрепился за потомством Гильома VIII Старого.
- ок. 1182 — 1194: Роберт IV (ум. 1194), сын Гильома VIII Старого
- 1194—1195: Гильом IX (X, VI) (ум. 1195), сын предыдущего[3]
- 1195—1222: Ги II (ум. 1222), брат предыдущего. В 1209 году король Франции Филипп II Август конфисковал у него большую часть графства, из которой позже было образовано герцогство Овернь. Под управлением графов Оверни осталась только часть Нижней Оверни.
- 1222—1246: Гильом X (IX, XI, VII) (ум. 1246), сын предыдущего
- 1246—1277: Роберт V (ум. 1277), также граф Булони с 1265, сын предыдущего
- 1277—1280: Гильом XI (X, XII, VIII) (ум. 1280), граф Оверни и Булони, сын предыдущего
- 1280—1317: Роберт VI (ум. 1317), граф Оверни и Булони, брат предыдущего
- 1317—1325: Роберт VII Великий (ум. 1325), граф Оверни и Булони, сын предыдущего
- 1325—1332: Гильом XII (XI, XIII, IX) (ум. 1332), граф Оверни и Булони, сын предыдущего
- 1332—1360: Жанна I (1326—1360), графиня Оверни и Булони, дочь предыдущего
1-й муж: с 1338 Филипп I Монсеньор (1323—1346), наследник герцога Бургундии, муж предыдущей, граф Оверни и Булони по праву жены с 1338
2-й муж: с 1350 Иоанн II Добрый (1319—1364), король Франции, граф Оверни и Булони по праву жены (Жан I) в 1350—1360

Младший Бургундский дом
- 1360—1361: Филипп II Руврский (1346—1361), граф Артуа и пфальцграф Бургундии с 1347, герцог Бургундии с 1350, граф Оверни и Булони с 1360, сын Жанны I и Филиппа Монсеньора

Овернский дом
- 1361—1386: Жан I (II) (ум. 1386), граф де Монфор, граф Оверни и Булони с 1361, герцог Оверни[4] с 1380, сын графа Роберта VII от второго брака
- 1386—1404: Жан II (III) (ум. 1404), герцог Оверни и граф Булони, сын предыдущего
- 1404—1424: Жанна II (1378—1424), герцогиня Оверни и графиня Булони, дочь предыдущего
1-й муж: с 1390 Жан III (IV) де Валуа (1340—1416), герцог Беррийский и Овернский (Жан I) с 1360, герцог Оверни и граф Булони по праву жены с 1390
2-й муж: с 1416 Жорж де ла Тремуй (ум. 1446), граф де Гин с 1398, герцог Оверни и граф Булони по праву жены 1416—1424
- 1424—1437: Мария (ум. 1437), графиня Оверни и Булони, дочь Жоффруа, графа де Монгаскон, сына графа Роберта VII
муж: с 1389 Бертран IV (ум. 1423), сеньор де Ла Тур-д’Овернь

Дом де Ла Тур-д’Овернь

Герб дома де Ла Тур-д’Овернь

- 1437—1461: Бертран I (ум. 1461), граф Оверни и Булони, сын предыдущих
- 1461—1494: Бертран II (ум. 1494), граф Оверни и Булони, сын предыдущего, в 1477 году уступил графство Булонское французскому королю Людовику XII в обмен на территорию Лораге
- 1494—1501: Жан IV (V) (1467—1501), граф Оверни, сын предыдущего
- 1501—1524: Анна (1496—1524), графиня Оверни, дочь предыдущего
муж: с 1505 Джон Стюарт (1481—1536), 2-й герцог Олбани и граф Марч с 1505, регент Шотландии в 1415—1424

Медичи
- 1524—1569: Екатерина Медичи (1519—1589), графиня Оверни, королева Франции, дочь Мадлен, сестры Анны, и Лоренцо II Медичи, герцога Урбино
муж: с 1533 Генрих II (1519—1559), король Франции

Валуа
- 1569—1574: Генрих III (1551—1589), король Франции с 1574, сын предыдущих

В 1574 году Генрих III стал королём Франции и вернул графство Овернь матери. Екатерина Медичи завещала графство своему внуку Карлу Валуа, внебрачному сыну Карла IX и Мари Туше, которое он унаследовал после её смерти в 1589.
- 1589—1606: Карл I (1573—1650), герцог Ангулемский, племянник предыдущего.

В 1606 году Парижский парламент обязал Карла Ангулемского вернуть графство королеве Маргарите Наваррской, которая завещала его Людовику XIII, который присоединил его к королевскому домену. Карл Ангулемский сохранил за собой только титул графа Оверни.
- 1606—1615: Маргарита (1553—1615), королева Наваррская
- 1615—1615: Людовик (1601—1643), король Франции
- с 1615 года — в составе королевского домена

## Титулярные графы Оверни
- 1606—1630: Карл I (1573—1650), герцог Ангулемский
- 1630—1637: Людовик Ангулемский (1630—1637)
- 1637—1639: Арман Ангулемский (1635—1639)
- 1639—1644: Франциск Ангулемский (1639—1644)
- 1650—1653: Луи Эммануэль Ангулемский (1596—1653), герцог Ангулемский